# Alisha (Sängerin)
Alisha Ann Itkin (* 16. April 1968 in Brooklyn, New York) ist eine US-amerikanische Dancepop-Sängerin, die in den 1980er und 1990er Jahren einige kleinere Charterfolge hatte.

## Karriere
Ihr erstes Album Alisha, das von Mark Berry produziert und von Vanguard Records vertrieben wurde, beinhaltete die Hits All Night Passion, Baby Talk (Nr. 1 der US-Dancecharts) und Too Turned On und wurde über zwei Millionen Mal verkauft. Ihr zweites Album NightWalkin wurde 1987 bei RCA Records veröffentlicht und enthielt die Lieder Do You Dream About Me? (aus dem Soundtrack des Films Mannequin) und Into My Secret.
Ihr drittes Album Bounce Back wurde 1990 von Michael Jay produziert und von MCA Records vertrieben. Dort fanden sich das Titellied und die Single Wrong Number. Als Background wirkten Martika und Donna De Lory mit. 
1996 veröffentlichte Alisha die Single Wherever The Rhythm Takes Me (produziert von Critique/Fever Records) und sang 1999 das Titellied des Films Superstar – Trau' dich zu träumen mit Will Ferrell und Molly Shannon. 2004 erschien die Single All Night Passion Remake.

## Diskografie

### Alben
- 1985: Alisha (Vanguard)
- 1987: Nightwalkin (RCA)
- 1990: Bounce Back (MCA)

### Singles
- 1984: All Night Passion
- 1985: Too Turned On
- 1985: Baby Talk
- 1986: Stargazing
- 1987: Into My Secret
- 1988: Let Your Heart Make Up Your Mind
- 1988: I Don't Know What Comes Over Me
- 1990: Bounce Back
- 1990: Wrong Number
- 1990: You've Really Gotten To Me
- 1996: Wherever The Rhythm Takes Me
- 1999: You Wanna Be a Star
- 2004: All Night Passion Remake